# Prataccio
Prataccio  è una frazione del comune di San Marcello Piteglio, in provincia di Pistoia. Fa parte della Montagna Pistoiese.

## Geografia fisica
Prataccio è situata sulla valle del torrente Rio Buio, a 3 kilometri di distanza dalle frazioni di Prunetta e di Piteglio, sul monte che culmina nella Croce delle Lari.
L'altitudine varia in maniera rilevante da borgata a borgata: la strada principale si trova a circa 875 m s.l.m.
Il territorio è attraversato da numerosi fossati a carattere torrentizio: i principali sono il rio Buio, il fosso dell'Aiale ed fosso di Casa di Carlo. Sotto la borgata delle Capanne di Sotto scorre il rio d'Omicio.
Questi torrenti si gettano dopo un percorso impetuoso nel torrente Liesina che a sua volta si getta nel fiume Lima. Tutte le acque di Prataccio tributano dunque il mar Tirreno tramite il Fiume Serchio.

## Monumenti e luoghi d'interesse

### Architetture religiose

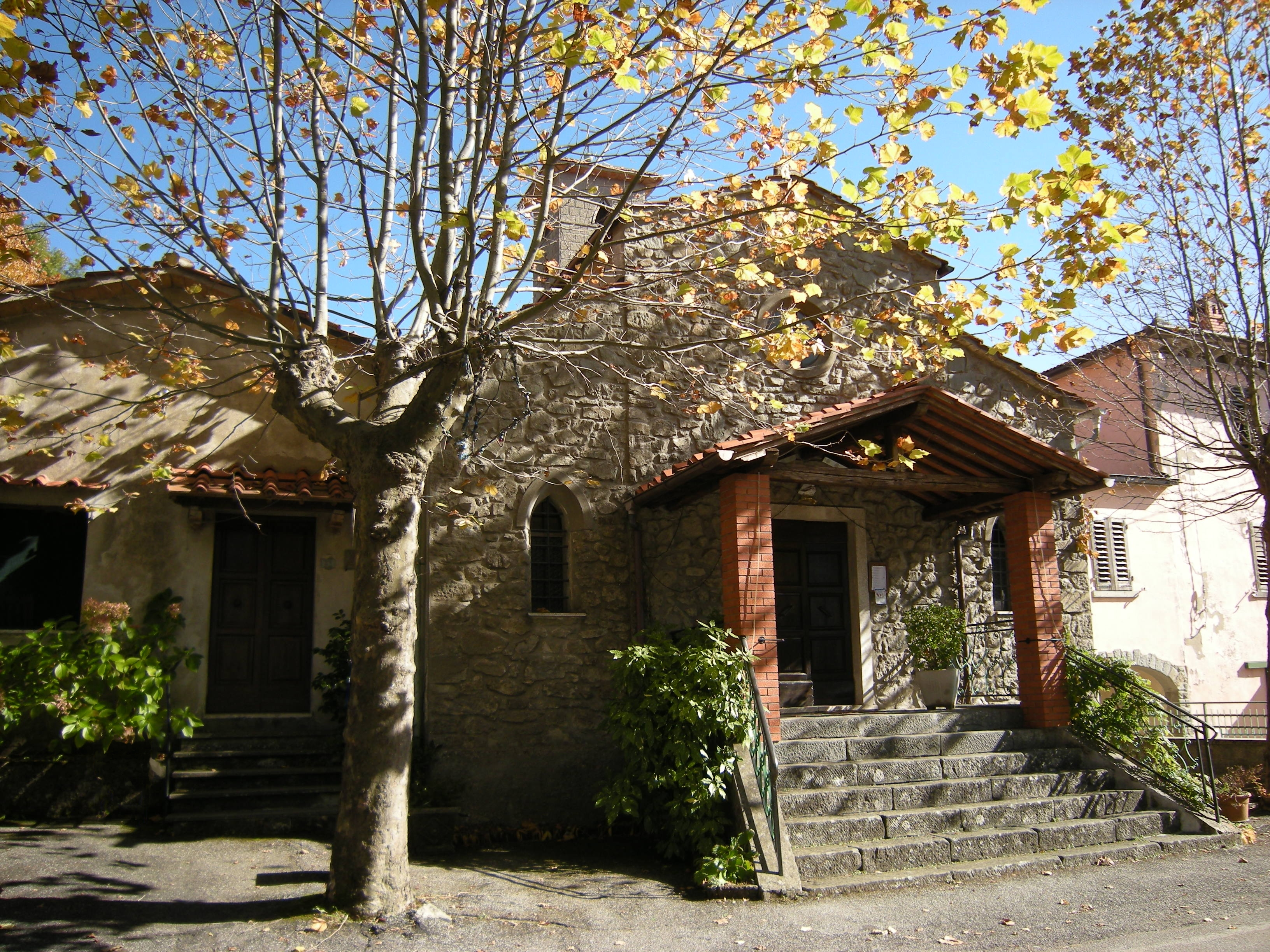
L'oratorio della Madonna del Carmelo nella frazione di Prataccio

L'oratorio di Prataccio è dedicato alla Madonna del Carmelo, appartenente alla parrocchia di Piteglio, nella diocesi di Pistoia. A semplice pianta rettangolare, è formato da tre navate, con le due strette laterali che si prolungano fino alla zona dell'altare.
Sottoposto a radicali restauri negli anni ottanta e novanta del XX secolo, è stato dotato di un elegante portico esterno. L'altare, separato solo recentemente dal tabernacolo, poggia su un tronco d'olivo scolpito.

## Cultura

### Eventi
Il Cantar Maggio, antica tradizione giovanile, è stato ripristinato nei primissimi anni '90 dopo anni di oblio. Si svolge generalmente il pomeriggio del 30 aprile, con un itinerario che abbraccia tutto il paese e alcune borgate limitrofe. Anche Prataccio si è dotato di un proprio inno per l'occasione, su musica del Duo Bettini con parole di Rolando Nesti. È nata così Maggio ci porta nòva primavera, chiamato anche il Maggio di Prataccio.
La poesia prende spunto dai numerosi ritorni che avvengono nel mese di maggio. Non erano infatti infrequenti periodi freddi fino ad aprile, per cui la vera primavera iniziava con il mese di maggio. Tornano infatti gli uccelli migratori, così come il caldo e le foglie sugli alberi. Tornano gli emigranti alla propria casa, con rinnovata speranza di potervi rimanere a lungo. Viene descritto il Cantarmaggio, con la cerimonia della serenata sotto le finestre delle giovani ragazze, che in cambio di un sorriso ed un saluto ricevono un fiore.
Con il tempo ed il ridiffondersi della cultura del Cantar maggio la canzone si è diffusa in tutta la Montagna Pistoiese.

## Infrastrutture e trasporti
Il paese è attraversato dalla ex Strada statale 633 Mammianese-Marlianese, che permette di raggiungere i comuni di San Marcello Pistoiese, Marliana e Montecatini Terme.
Il paese è servito da corse regolari giornaliere dalla linea 70 di Blubus. Il capolinea di Le Piastre è collegato direttamente da pullman per Pistoia, mentre da San Marcello Pistoiese si possono raggiungere le principali località della Montagna. Attualmente sono esercitate 9 corse giornaliere andata e ritorno, di cui una per le frazioni della Val di Forfora. Le fermate presenti nel territorio di Prataccio sono 6 per senso di marcia.
Gli scali ferroviari più vicini sono Pistoia, sulla linea Firenze-Lucca e Pracchia, sulla Ferrovia Porrettana.
In tutto il territorio di Prataccio la ricezione dei telefoni cellulari è buona, con qualità del segnale dati ottimale solo con il 3G. Sulle linee telefoniche fisse è disponibile la connessione internet ADSL e fibra.
Dal settembre 2010 non è più presente il posto telefonico pubblico.

## Geografia antropica
Sebbene siano allo studio alcune citazioni di epoca tardomedioevale, Prataccio si è sviluppata dal XVI secolo.
La borgata principale si sviluppa lungo la ex Strada statale 633 Mammianese-Marlianese. Nell'arco di un chilometro si trovano tutti i servizi. A una estremità si trova l'oratorio dedicato alla Madonna del Carmine (dipendente dalla parrocchia di Piteglio); sopra l'altra estremità si trova il Parco della Faggeta, fornito di impianti sportivi (calcio a 5, tennis e pallavolo) e area relax.
La borgata di Africo (detta anche Affrico o Naffrico) è la parte più alta del paese, raggiungibile da Prataccio tramite una comoda strada comunale oppure con un suggestivo percorso lastricato nominato via Sassaia. Formato da numerose stradine che formano piccole piazze, rappresenta sicuramente la parte storica del paese. Oltre alle numerose costruzioni in pietra ed ai semplici archi della zona del Verone, nella piazza principale è presente una edicola religiosa recentemente restaurata, la cui Croce, senza Cristo, raccoglie una serie di strumenti di lavoro tipici della Montagna pistoiese.
L'Aiale è la borgata più occidentale del paese. Sviluppata lungo la omonima via, è una elegante zona residenziale.
La zona delle Capanne, situata in basso rispetto alle altre borgate, è raggiungibile tramite la viabilità ordinaria oppure con gli antichi sentieri, ancora curati e frequentati. Si suddividono in Capanne di Sotto e di Sopra. Le prime sono formate da due gruppi di case su differenti livelli, intervallate da campi ancora coltivati e antiche costruzioni in pietra e legno, da cui il toponimo, che fungevano da rimessa.
Le Capanne di Sopra sono un gruppo di case oggetto di un recente e azzeccato restauro che le ha riportate all'antico rivestimento in pietra e calce. Appartengono amministrativamente alla frazione di Prunetta.

## Economia
Come per la maggior parte delle frazioni della Montagna Pistoiese, per secoli l'economia si è basata su un magro settore primario (agricoltura e allevamento). Particolarmente sviluppata è sempre stata la selvicoltura, in particolare del castagno. Ancora oggi la maggior parte del paesaggio ne è coperto da vastissime piantagioni, seppur non sempre adeguatamente curate. I tanti orti, faticosamente strappati alla montagna grazie a degli opportuni terrazzamenti, sono stati quasi completamente abbandonati.
Nonostante le risorse naturali, le terre sono sempre state oggetto di forte emigrazione stagionale, in Maremma, Sardegna, Corsica e Algeria per lavori forestali, particolarmente per la preparazione del carbone vegetale e minerari. Negli anni cinquanta fu fortissima l'emigrazione verso la Svizzera.
E proprio fino a quegli anni a Prataccio sopravvissero alcuni impianti protoindustriali, legati all'attività molitoria, all'industria del ghiaccio (produzione, immagazzinamento nelle caratteristiche ghiacciaie, trasporto) e all'estrazione e lavorazione del sasso colombino, per la produzione di calce. Le condizioni orografiche di Prataccio hanno infatti favorito la creazione e lo sviluppo di due molini, grazie ai buoni dislivelli e all'abbondanza di ruscelli facilmente incanalabili. Le condizioni climatiche furono invece ottimali per la realizzazione del ghiaccio. Di tutte le strutture resistono soltanto alcuni ruderi di un molino (ancora ben visibili la grande ruota) e delle ghiacciaie provvisorie, sprovviste quindi della copertura.
Negli ultimi decenni Prataccio, come altri paesi montani, ha visto enormemente diminuire la sua popolazione a causa dell'emigrazione, soprattutto verso le città della pianura.

### Turismo

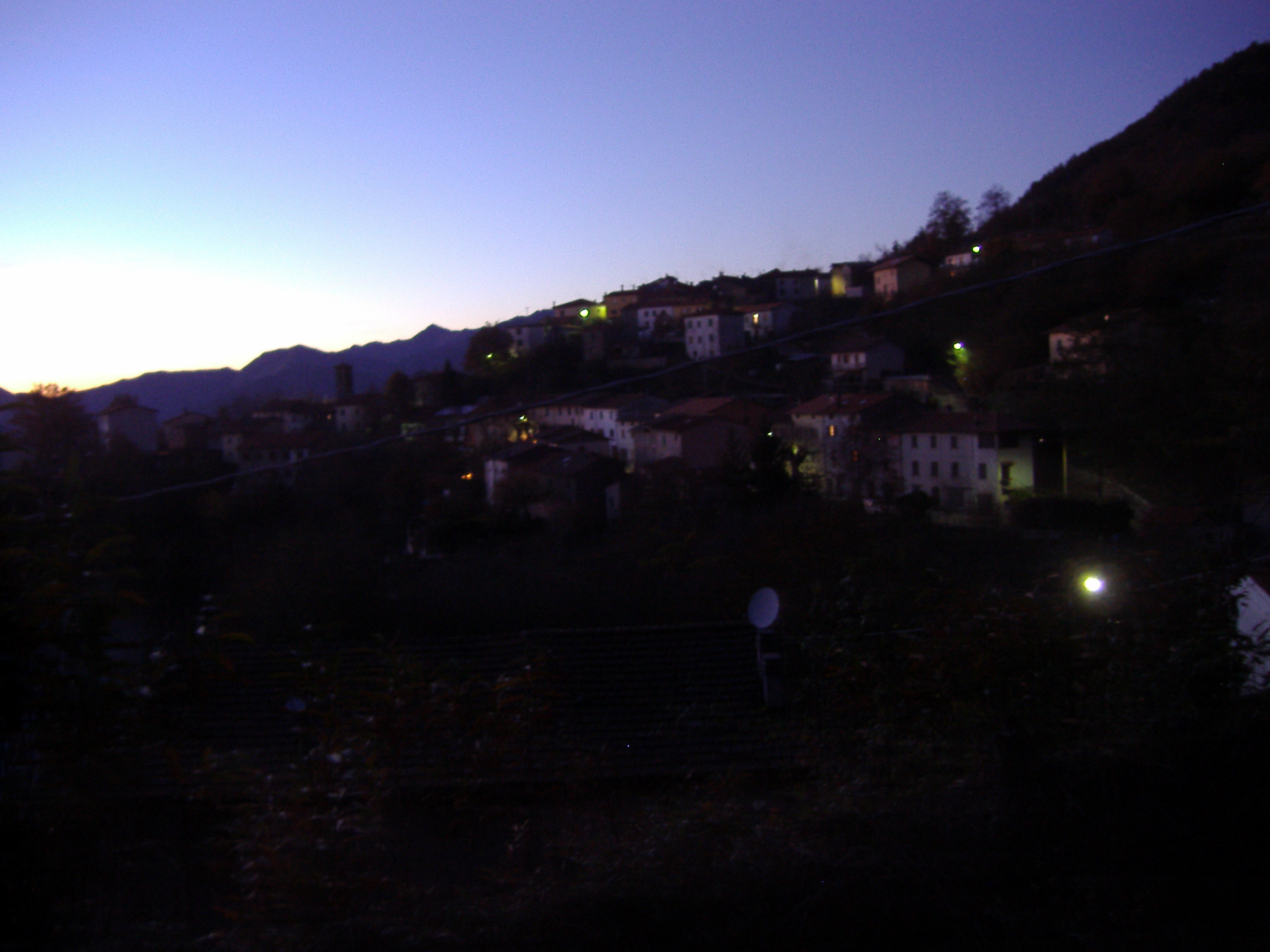
Veduta notturna di Prataccio dal Parco della Faggeta

Rispetto alle ridotte dimensioni, Prataccio ha una buona ricettività turistica (un albergo e diverse case vacanza). Da Prataccio è possibile compiere passeggiate di difficoltà medio bassa dall'elevato valore paesaggistico. Numerose strade, non asfaltate ma in buono stato di conservazione, collegano le varie borgate con percorsi di solito facili e brevi. Nel 2010 fu realizzata la cartellonistica per un percorso anulare all'interno di Prataccio, in continuo aggiornamento.
Le frazioni vicine possono essere raggiunte agevolmente tramite la panoramica strada principale o da alternative altrettanto piacevoli. Camminate più impegnative portano alla Val Di Forfora, sul versante opposto della Valle d'Omicio,
Le sorgenti del fiume Reno sono raggiungibili in un'ora circa tramite una impegnativa mulattiera che lambisce la vasta e bella Oasi Dynamo, visitabile solo su appuntamento.